# 나치 폭포

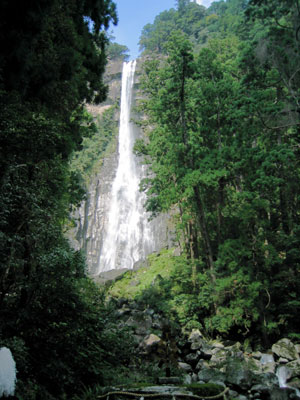
나치 폭포

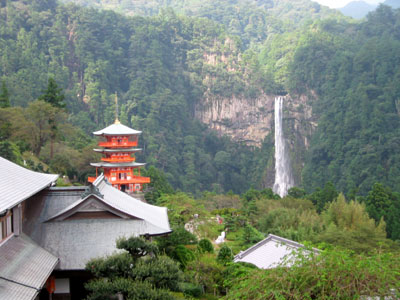
세이간토지와 나치 폭포

나치 폭포(-瀑布, 일본어: 那智滝 나치노타키[*])는 일본 와카야마현 히가시무로군 나치카쓰우라정에 있는 폭포로 일본에서 가장 유명한 폭포 중 하나이다. 낙차는 133m, 용소깊이는 10m, 수량 매초 1톤이라는 거대한 규모를 자랑한다. 나치 폭포는 1중 폭포들 가운데에서는 일본에서 가장 높으나, 다만 497m의 한노키 폭포나 350m의 소묘 폭포 등의 다중 폭포들보다는 높이가 낮다. 폭포의 근처에 있는 사찰 세이간토지의 3층 탑과 수려하게 어우러지는 정경이 매우 유명하다.
폭포 맨 꼭대기에는 폭포의 수호신으로 여겨지는 바위와 신토 신사가 자리하고 있다. 이 곳에는 불교 사찰도 있었으나, 메이지 유신 때 폐불훼석으로 인하여 사라졌다. 실연당한 연인들과 같이 삶의 의미를 잃어버린 사람들 다수가 이 곳에서 떨어져 투신자살했는데, 이는 이 폭포 꼭대기에서 떨어지면 관음보살의 가호를 받아 극락으로 직행할 수 있다고 믿었기 때문이다. 매일 아침 신토의 신관이 이 폭포 꼭대기에서 제물과 향을 살라 제사를 지내고, 1918년에는 수트라, 불상, 고문서들, 거울, 제물과 같은 오래된 문화재들이 폭포 바로 아래 호수에서 발견되었다. 현재 이 문화재들은 류호덴이라는 이름의 보물 수장고에 보관되어 있다. 이 수트라는 전쟁 시기 동안 신관들에 의하여 조심스럽게 만들어졌으나, 10세기 초반에 말법기(석가 열반 이후 시대를 3개로 나누었을 때 마지막으로 오는 시대로, 불법이 무너지고 세상이 혼란에 빠진다는 시대)의 시작이 도래했다는 믿음 탓에 제관들이 일부러 폭포 아래에 수트라 등 성물들을 보관하기 위해 숨긴 것으로 추정된다.
나치 폭포는 기이 산지의 영지와 참예도의 일부로서 유네스코 세계유산으로 지정되어있다.

## 같이 보기
- 일본의 관광